# Monte Castelfraiano
Castel Fraiano è una montagna dell'appennino meridionale sannita, situata in provincia di Chieti, all'interno del territorio del comune di Castiglione Messer Marino. È, con i suoi 1415 m s.l.m., la vetta più elevata del gruppo dei Monti Frentani.

## Geografia fisica

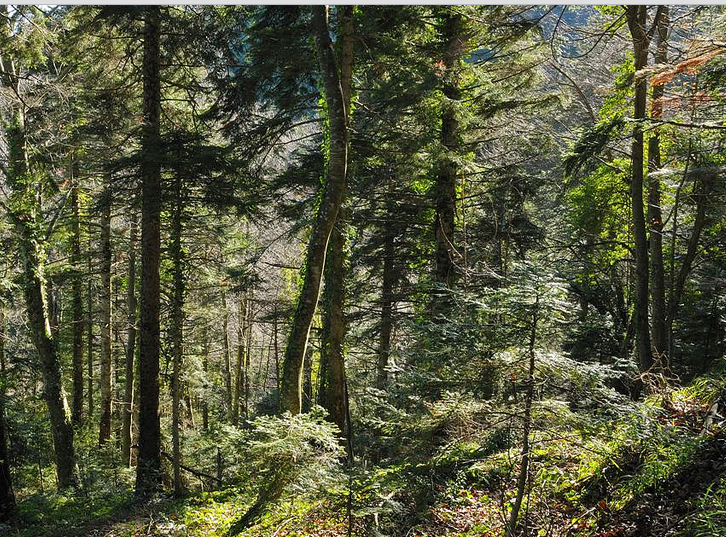
Abetina di Selva Grande

Caratterizzato da forme molto dolci, il monte offre un ampio panorama che spazia dal massiccio della Majella alle Mainarde, dai Monti Pizi al Matese, dalla val di Sangro all'Alto Molise, dal Monte Campo al mare Adriatico.
I principali fiumi che nascono da questo o dai monti vicini, e che di fatto demarcano la separazione tra essi, sono il Sinello, il Sente ed il Treste. I primi due separano Castel Fraiano ora dal Monte Fischietto e dal Colle dell'Albero, ora da Montecastelbarone, mentre l'ultimo svolge tale ruolo tra le propaggini meridionali dei rilevi di Castelfraiano e di Colle dell'Albero.
Differenti sono i versanti di questo rilievo. La parte che volge in direzione della val di Sangro è caratterizzata dalla pressoché totale assenza di flora arbustiva, sostituita da pascoli che un tempo fornivano foraggio per i capi di bestiame, mentre quella che volge verso la valle del Sinello vede svilupparsi un bosco misto di faggi e di abeti bianchi di interesse comunitario, la cui tutela è affidata all'Oasi naturale Abetina di Selva Grande.
Ai piedi del monte, nel versante di Sud-Ovest è inoltre presente un piccolo bacino lacustre a forma di otto, in via di interramento, il cui nome è Lago la Croce.

### Impianto eolico
Questo monte, come quelli che lo circondano, è stato interessato, dal 2001 in poi, dall'installazione di 44 aerogeneratori alti dai novanta ai cento metri, realizzata dopo la firma di due convenzioni trentennali tra il Comune di Castiglione e due società del gruppo Edison.

## Ambiente

### Flora
La flora è essenzialmente costituita dalle piante e dagli arbusti dell'Oasi di Selva Grande. Tra le specie più importanti sicuramente ci sono l'abete bianco, rarissimo nell'Appennino meridionale ed il faggio, a cui si sommano varie altre specie tra cui: l'acero (acero di Lobelius), il tasso, il tiglio, il frassino maggiore, l'olmo montano, il carpino montano, il cerro, il nocciolo, il sorbo montano e nel sottobosco il croco, la scilla, il sigillo di Salomone, l'aquilegia.

### Fauna

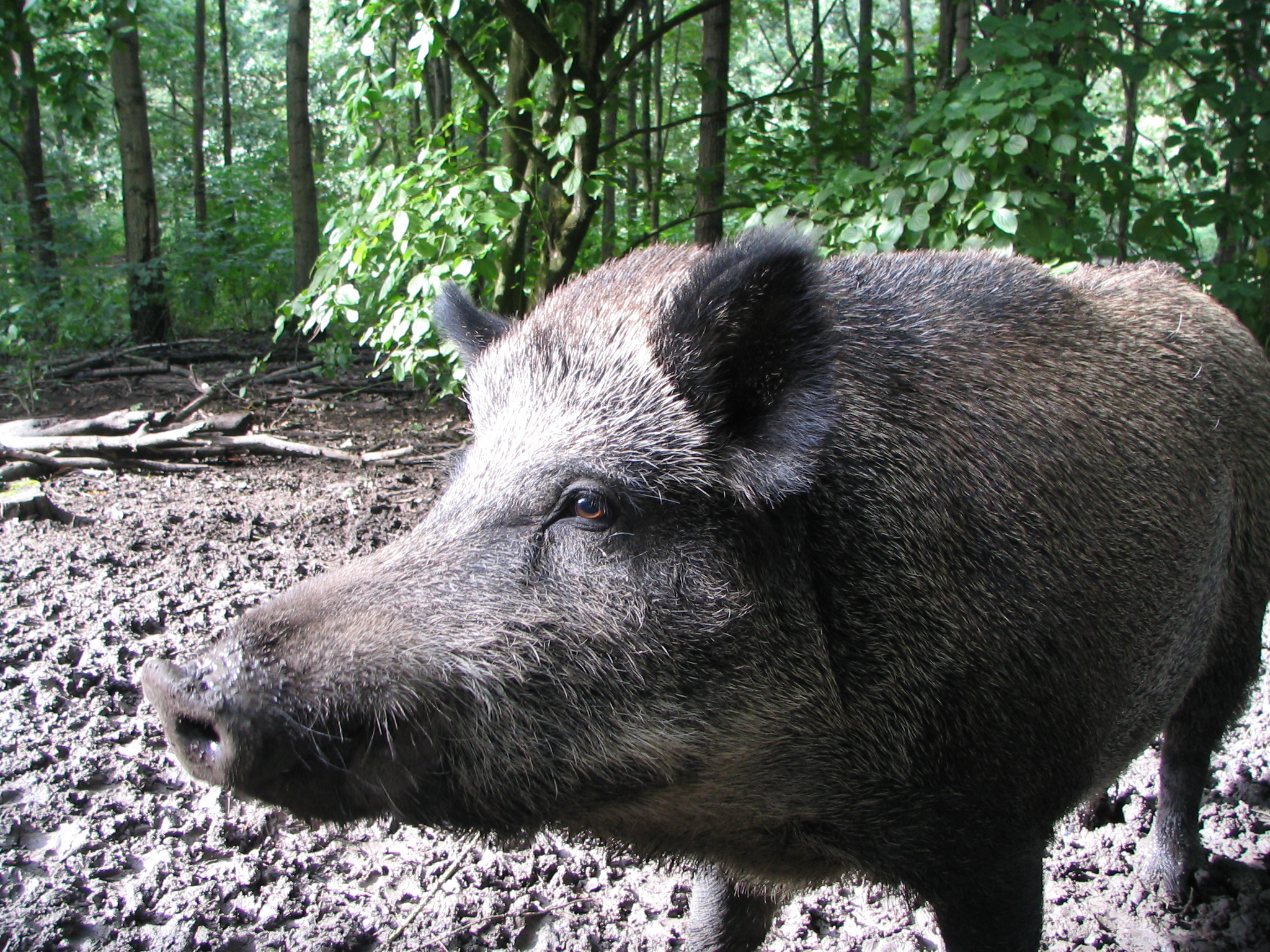
esemplare di cinghiale

La fauna è quella dei boschi appenninici.
- Il gruppo dei mammiferi vede la massiccia presenza di cinghiali[5] e un numero meno consistente di caprioli, cervi, lepri, gatti selvatici, martore, volpi, tassi. Posto di riguardo è occupato dal lupo, la cui presenza costante ha di fatto conferito il nome al feudo medievale di Lupara.

- Fra gli uccelli, varie specie di picchi, l'astore, il nibbio reale, lo sparviero, la poiana, l'allocco, lo sparviero notturno, il fringuello, il ciuffolotto, il regolo, il fiorrancino e varie specie di cince.[4]

- Infine gli anfibi presenti sono rappresentati dalla Salamandrina dagli occhiali e dalla salamandra pezzata.[6]

## Storia

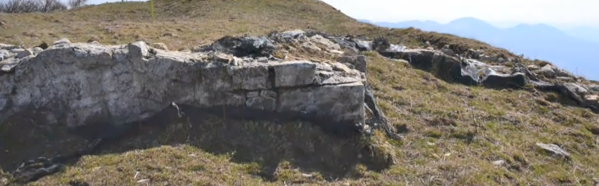
Resti del castello

Tra le testimonianze del passato giunte sino a noi, ci sono la rocca d'altura di Castelfraiano, la chiesa medievale di Santa Maria del Monte ed il tratturo Ateleta-Biferno, tutti riguardanti essenzialmente periodi successivi all'alto medioevo.
- Il Castello, che tra l'altro ha dato nome al monte, è situato sulla vetta, ed il suo scopo principale era quello di vigilare sul transito dei pastori nel corso della transumanza, nonché regolare l'accesso da Monteferrante e dalla Val di Sangro. Oggi del complesso militare non rimangono che ruderi.[7]
- La Chiesa, le cui forme attuali sono frutto della ricostruzione successiva alla seconda guerra mondiale, era invece parte di un convento di  Minori Conventuali, di cui è però l'unico edificio rimasto in piedi. Ancora oggi però riveste un ruolo importante nella vita religiosa di Castiglione Messer Marino, in quanto è costruita sul luogo di un'apparizione della Vergine, e rappresenta pertanto un luogo di culto particolarmente caro agli abitanti del paese, come di quelli vicini.[8]
- Il tratturo fiancheggiava gli alvei dei fiumi principali, passando per il pascolo in quota di Lupara e Monte Fischietto. L'importanza che ha rivestito è ben evidente nelle tradizioni e nel dialetto di Castiglione, fortemente influenzati dalla cultura pugliese. Ulteriore riscontro dell'impatto che la pratica della transumanza ha rappresentato per questi luoghi è fornito dalla tipologia degli edifici che qui si costruivano: case-torri e tholos di pietre a secco, esempi tipici della cultura pastorale.[9]